# Ducati Multistrada 1200
Ducati Multistrada 1200 — це мотоцикл італійської фірми Ducati, випускається з 2010 року. Мотоцикл об’єднує в собі чотири режима: міський мотоцикл — Urban, спортивний байк — Sport, байк-всюдихід — Enduro і комфорт — Tourism.
В перший рік виробництва було продано більше 10000 штук.

## Характеристика

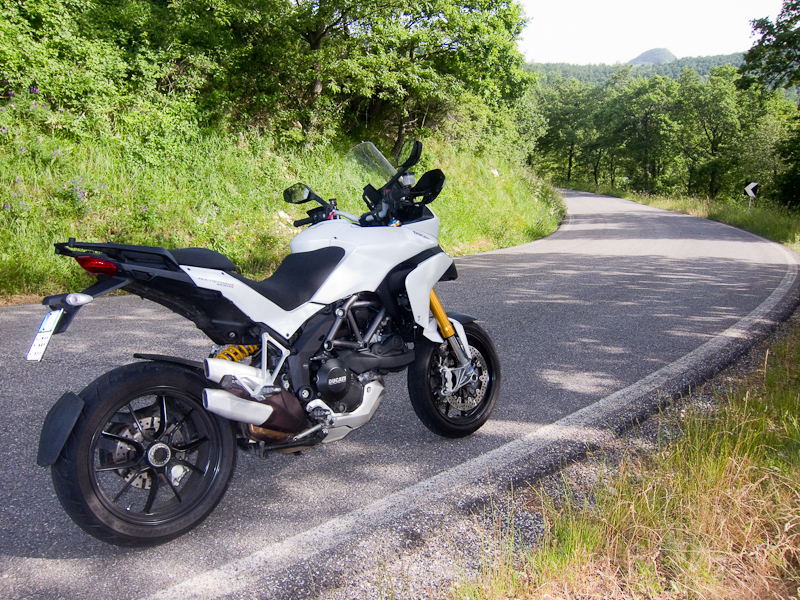
Білий Multistrada 1200S

Мотоцикл об’єднує в собі чотири режима: міський мотоцикл — Urban, спортивний байк — Sport, байк-всюдихід — Enduro та комфорт — Tourism. Переключення між режимами роботи двигуна забезпечує система Ducati Traction Control — DTC, що налаштовує швидкість обертання коліс, включення системи ABS, а також степінь відкриття ручки газу і має сім рівней.
При режимі Urban сила двигуна знижується до 100 кінських сил і підвіска приспосовується під міські умови. DTC встановлюється на 6 режим. В режимі Enduro сила двигуна також обмежена до 100 к.с., але DTC при цьому знаходиться у 2 режимі. В режимі Tourism двигун працює на повну потужність — 150 к.с, а DTC встановлює 5 режим.
Моделі 1200S включають системи DTS, ABS та DES. На стандартних моделях система ABS є опціональною.